# ویوین ادواردز
ویویَن اِدواردز (انگلیسی: Vivian Edwards؛ ‏ ۱۰ سپتامبر ۱۸۹۶ – ۴ دسامبر ۱۹۴۹) بازیگر اهل ایالات متحده آمریکا بود. مقاله ای در یک مجله در سال ۱۹۱۶ او را به عنوان «یکی از جذاب‌ترین سرگرم‌کننده‌های مک سنت» توصیف کرد.
از فیلم‌هایی که وی در آن نقش داشته‌است، می‌توان به خمیر و دینامیت، مبدل‌پوش، حرفه تازه او، رنج‌های عشق، با صورت بر کف بار، آن حلقه کوچک طلا و مرد مال‌دوست اشاره کرد.